# پلشوفاتیا
پلشوفاتیا(نام علمی: Paulchoffatia delgadoi) نام یک گونه از تیره چندتکمیزه‌ایان پولچوفاتیدا است.